# PolyITAN-HP-30
PolyITAN-HP-30 — третій український наносупутник у форматі CubeSat.

## Загальна інформація
Наносупутник PolyITAN-HP-30 був створений у Національному технічному університеті України «Київський політехнічний інститут імені Ігоря Сікорського» до 30-річниці Незалежності України.
Наносупутник був побудований виключно за бюджетні кошти, що надавались Міністерством освіти і науки України в межах реалізації відповідних проєктів-переможців конкурсів наукових досліджень і розробок та договору базового фінансування.

## Завдання супутника
На супутникові проводитимуть науковий експеримент з дослідження ефективності функціонування теплових труб (анг. heat pipes) різних конструкцій, як основного елемента систем термостабілізації космічних апаратів.

## Конструкція
Наносупутник PolyITAN-HP-30 — це типовий двоблоковий наносупутник кубічної форми формату 2U CubeSat. Ця модульна конструкція дуже компактного формату, де кожен модуль — це куб з гранями 100 мм. Саме тому, PolyITAN-HP-30 — це двоюнітовий наносупутник з двома такими модулями.

### Комунікаційна система
Всі модулі, розроблені при створенні PolyITAN-HP-30, можуть бути використані для цілої серії інших наносупутників. Для відстеження польоту космічного апарата і проведення запланованих досліджень в університеті створено Центр з необхідним випробувальним обладнанням.

## Запуск супутника
Доправлення наносупутника PolyITAN-HP-30 до США для виведення його на орбіту Землі стало можливим завдяки спонсорській допомозі компанії «Боїнг Україна», підтримці Технічного університету Делфт (Нідерланди), спін-офф кампанія якого взяла на себе фінансування та технічне забезпечення виведення космічного апарата в космос, Державному космічному агентству України, яке сприяло розв'язанню питань логістики та експорту.
Запуск наносупутника відбувся 3 січня 2023 року, о 16:56 за київським часом, в рамках місії Transporter-6 компанії SpaceX. На ракетоносії Falcon 9 з бази ВПС США на мисі Канаверал було запущено 114 супутників, серед яких були й українські супутники PolyITAN-HP-30 та EOS SAT-1.